# Pachycerianthus monostichus
Pachycerianthus monostichus är en korallart som beskrevs av McMurrich 1910. Pachycerianthus monostichus ingår i släktet Pachycerianthus och familjen Cerianthidae. Inga underarter finns listade i Catalogue of Life.